# Wolfgang Bensch

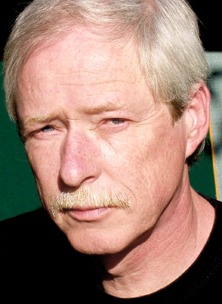
Wolfgang Bensch

Wolfgang Bensch (* 1953 in Köln) ist ein deutscher Chemiker und Hochschullehrer.

## Wissenschaftliche Laufbahn
Wolfgang Bensch studierte von 1973 bis 1978 Chemie an der Ludwig-Maximilians-Universität in München und schloss sein Studium mit dem Diplom ab. 1983 promovierte er mit seiner Arbeit über „binäre, ternäre und quasi-ternäre Vanadium-Chalkogenide“. Von 1984 bis 1986 war er Wissenschaftlicher Mitarbeiter am Anorganisch-Chemischen Institut der Universität Zürich. 1986 wurde er Mitarbeiter bei der Firma Siemens, im Bereich Mikroelektronik/Megatechnologie. 1990 wurde er Wissenschaftlicher Mitarbeiter am Anorganisch-Chemischen Institut der Universität Frankfurt und dort 1993 zum Privatdozenten der Anorganischen Chemie ernannt. Schließlich wurde er 1997 zum Professor (C4) für Anorganische Chemie an der Christian-Albrechts-Universität zu Kiel ernannt. Von 1998 bis 2006 war er Mitglied des Sachverständigenrats des Instituts für die Pädagogik der Naturwissenschaften (IPN) an der Universität Kiel. Von 2002 bis 2008 war er Stellvertretender Ombudsmann der CAU Kiel. Seit 2010 ist er Vorsitzender der Fachgruppe „Festkörperchemie und Materialforschung“ der GDCh sowie Mitglied der Advisory Boards von J Solid State Chem., Z. Naturforsch. B, Z. Anorg. Allg. Chem. Des Weiteren ist Wolfgang Bensch Mitglied im Exzellenzcluster „Ozean der Zukunft“ der Universität Kiel.

## Ehrungen und Auszeichnungen
- 1999 Verleihung des Lehrpreises des Landes Schleswig-Holstein zusammen mit Fr. Dr. S. Nick und Herrn Prof. Dr. R. Demuth[1]
- 2019 Wilhelm-Klemm-Preis[2]

## Forschungsprojekte
- 2009 DFG – Schwerpunktprogramm 1415: Kristalline Nichtgleichgewichtsphasen – Präparation, Charakterisierung und In-situ-Untersuchung der Bildungsmechanismen[1]

## Ausgewählte Publikationen
- Drescher, Th., Niefind, F., Bensch, W., Grünert, W. (2012) Sulphide Catalysis without Coordinatively Unsaturated Sites: Hydrogenation, cis-trans Isomerization and H2/D2 Scrambling over MoS2 and WS2 J. Am. Chem. Soc., 134, 18896–18899. doi:10.1021/ja3074903
- Srinivasan, B. R., Dhuri, S. N., Näther, C., Bensch, W. (2006) On the Importance of H-Bonding Interactions in Organic Ammonium Tetrathiotungstates Monatsh. Chemie, 137,  397–411. doi:10.1007/s00706-005-0456-y
- Wendland, F., Näther, C., Bensch, W. (2000) Synthesis and crystal structure of the polychalkogenides Manganese-tris(1,2-ethandiamine)-triselenide [Mn(en)3]Se3 and Manganese-tris(1,2-ethandiamine)-monotellurodiselenide [Mn(en)3]Se2Te Z. Naturforsch. B, 55b, 871-875.[3]